# Сумыч

Сумыч — река в России, протекает в Пермском крае. Устье реки находится в 1025 км по правому берегу реки Кама. Длина реки составляет 97 км, площадь водосборного бассейна 976 км².
Исток реки в лесном массиве на восточной оконечности болота Сосновое в 63 км к юго-западу от Чердыни. В верховьях течёт по границе Косинского и Чердынского районов, затем по территории Чердынского района. Генеральное направление течения — север, затем — северо-восток. Русло крайне извилистое. Всё течение проходит по ненаселённому лесу, река собирает воду многочисленных небольших притоков, вытекающих из окрестных болот. Впадает в Каму у деревни Гашково. Ширина реки у устья около 20 метров.

## Притоки (км от устья)
- река Чукорка (пр)
- 12 км: река Лемба (лв)
- река Отшер (пр)
- река Федот-Шер (лв)
- река Тронова (лв)
- река Гулящая (лв)
- река Палей (пр)
- река Ольховка (лв)
- река Каменка (лв)
- 40 км: река Уч (Западный Уч) (пр)
- 53 км: река Соплек (лв)
- 68 км: река Чёрная (в водном реестре — без названия, лв)
- 87 км: река Пурузай (в водном реестре — без названия, пр)

## Данные водного реестра
По данным государственного водного реестра России относится к Камскому бассейновому округу, водохозяйственный участок реки — Кама от водомерного поста у села Бондюг до города Березники, речной подбассейн реки — бассейны притоков Камы до впадения Белой. Речной бассейн реки — Кама.
По данным геоинформационной системы водохозяйственного районирования территории РФ, подготовленной Федеральным агентством водных ресурсов:
- Код водного объекта в государственном водном реестре — 10010100212111100003788
- Код по гидрологической изученности (ГИ) — 111100378
- Код бассейна — 10.01.01.002
- Номер тома по ГИ — 11
- Выпуск по ГИ — 1